# Juan Alonso Fernández
Juan Alonso Fernández (ur. 28 listopada 1933 w Cuérigo, Asturia, zm. 15 lutego 1981 w La Barranca, departament Quiché) – hiszpański duchowny katolicki posługujący w Indonezji i Gwatemali, misjonarz, członek zakonu Misjonarzy Najświętszego Serca Jezusowego, męczennik, ofiara wojny domowej w Gwatemali, błogosławiony Kościoła katolickiego.

## Życiorys
Urodził się w 1933 w Cuérigo. W 1953 roku wstąpił do zakonu Misjonarzy Najświętszego Serca Jezusowego. 8 września 1958 złożył śluby zakonne, natomiast 11 czerwca 1960 przyjął święcenia kapłańskie. Po święceniach wyjechał na misję do Gwatemali. W 1963 roku opuścił ją i udał się do Indonezji. W 1965 roku wrócił do Gwatemali, gdzie został proboszczem w Lancetillo. 15 lutego 1981 roku w czasie wojny domowej w Gwatemali został aresztowany i zastrzelony przez szwadrony śmierci w La Barranca. 23 stycznia 2020 papież Franciszek podpisał dekret o męczeństwie jego i 9 towarzyszy, co otworzyło drogę do ich beatyfikacji, która odbyła się 23 kwietnia 2021 roku.